# سيلينة كبيرة الأسنان
السيلينة كبيرة الأسنان[بحاجة لمصدر] (باللاتينية: Silene macrodonta) نوع نباتي يتبع جنس السيلينة من الفصيلة القرنفلية.

## الموئل والانتشار
موطنها بلاد الشام وقبرص وتركيا واليونان.

## مرادفات للاسم العلمي
- (باللاتينية: Pleconax macrodonta)
- (باللاتينية: Pleconax pamphylica)
- (باللاتينية: Silene pamphylica)